# Agallia pyreneica
Agallia pyreneica är en insektsart som beskrevs av Dlabola 1984. Agallia pyreneica ingår i släktet Agallia och familjen dvärgstritar. Inga underarter finns listade i Catalogue of Life.